# Classificazione Colon
La Classificazione Colon è uno schema di classificazione analitico-sintetico (o "a faccette").
Fu elaborato nel 1933 dal bibliotecario indiano (ex professore di matematica) Shiyali Ramamrita Ranganathan. Il nome deriva dall'uso dei due punti (colon in inglese) per separare le faccette.
È molto diffusa in India nelle biblioteche pubbliche e per scopi di ricerca; tranne rari casi (come la Biblioteca del Museo Friulano di Storia Naturale di Udine, nel periodo dal 2004 al 2010) in occidente non è applicata in alcuna biblioteca, ma molti sistemi di classificazione hanno tentato di recepirne gli insegnamenti.

## Descrizione
La Classificazione Colon racchiude l'intero universo di conoscenze in quaranta discipline o campi di studio; ogni disciplina è una classe. La notazione è mista, comprendendo numeri, lettere latine o greche e speciali operatori di calcolo (ad esempio z =Argomenti generali, 2 =Scienze bibliotecarie, AZ =Matematica, NX =Lingue e letterature, Σ =Scienze sociali).
In ognuna delle classi della Classificazione Colon hanno notazione propria solo i soggetti isolati, semplici, uniti tra loro in gruppi omogenei, mentre i soggetti composti non vengono enumerati. I nuclei di concetti affini, individuati all'interno di ciascuna classe, sono denominati "faccette" (dall'inglese facet); all'interno di ogni faccetta, tutti i concetti isolati (foci) avranno in comune una particolare caratteristica.
Dovendo classificare un soggetto composto occorre, individuata la classe principale, analizzarlo in parti elementari, ricercare attraverso gli indici delle tavole le notazioni dei singoli elementi e, infine, ricombinarli, in base alle reciproche relazioni, per riformare il soggetto composto espresso nel linguaggio notazionale della Classificazione.
Per evitare una "fuga all'infinito" del numero delle possibili relazioni, Ranganathan ha ridotto a cinque categorie fondamentali i concetti isolati, applicabili a qualsiasi area del sapere:
- Personality (personalità o entità o cosa),
- Matter (materia o materiale o proprietà),
- Energy (energia o processo, operazione, azione),
- Space (spazio),
- Time (tempo).

La formula di combinazione di tali categorie è riassunta nell'abbreviazione PMEST, che indica anche l'ordine di citazione delle faccette nella formazione di una notazione che deve esprimere un dato soggetto.
Dato che i simboli utilizzati nella notazione di ciascuna categoria potrebbero essere gli stessi (per esempio, nella classe 2 Library science, la notazione "44" significa "Ufficio stampa" nella faccetta P e "Periodici" nella faccetta M), tutte le faccette dopo la prima hanno un loro indicatore costituito da un segno di punteggiatura che le precede: 
- la faccetta M è preceduta da (;);
- la faccetta E è preceduta (:);
- la faccetta S è preceduta da (.);
- la faccetta T è preceduta da (‘).

La formula PMEST ha valore di modello logico e sintattico generale; ma ogni classe principale della Classificazione Colon ha una propria formula delle faccette, presentata all'inizio delle tavole della relativa classe. Inoltre, dal momento che spesso esistono soggetti che non presentano tutte le faccette, nella creazione del numero di classificazione si devono tenere presenti e utilizzare solo le faccette effettivamente rappresentate nel soggetto.
Per esempio, la Classe 2 Library science presenta questa formula per le faccette: 2 [P] ; [M] : [E] [2P].
 Per il soggetto "Biblioteche civiche", in cui è presente solo la categoria P, la notazione sarebbe "222" (il primo 2 indica Library Science, il 22 rappresenta all'interno della Classe 2 Library science le "Biblioteche civiche", elencate nella faccetta P).
Nel soggetto "Manoscritti conservati nelle Biblioteche civiche", le categorie rappresentate sono P (Biblioteche civiche) e M (Manoscritti, elencato nella faccetta M con la notazione 12); perciò la relativa notazione è: "222;12".
Per il soggetto "Catalogazione dei Manoscritti delle Biblioteche civiche", le categorie da rappresentare sono P (Biblioteche civiche), M (Manoscritti) ed E (Catalogazione, elencata nella faccetta E con la notazione 55); di conseguenza, la notazione del numero di classificazione è "222;12:55".
Per il soggetto "Catalogazione dei manoscritti delle biblioteche civiche in Italia", le categorie da rappresentare sarebbero le prime quattro e la relativa notazione sarebbe "222;12:55.52" (dato che la notazione per l'Italia nelle tavole dello spazio è 52).
Infine, per il soggetto "Catalogazione dei manoscritti delle biblioteche civiche in Italia nel XIX secolo", le categorie da rappresentare sarebbero tutte e cinque e la relativa notazione sarebbe "222;12:55.52'M" (dato che la notazione per il secolo XIX nelle tavole per il tempo è M).
Può comunque succedere che non tutte le categorie siano rappresentate nel soggetto; da questo punto di vista, già i primi quattro esempi proposti sono privi di una o più categorie. In questi casi, come si è visto, la relativa notazione e il relativo segno di punteggiatura sono omessi. Lo stesso vale anche se in un soggetto non è espressa una o più categorie intermedie (M, E ed S). Per esempio, nel soggetto "Classificazione bibliografica negli USA nel XX secolo" sono rappresentate la categoria E (rispettivamente Biblioteche e Classificazione), la categoria S (USA) e la categoria T (XX secolo), ma non sono rappresentate la categoria P (che si usa per indicare una specifica tipologia di biblioteca) e la categoria M (che avrebbe potuto essere utilizzata, in questo caso, per indicare lo specifico materiale bibliografico a cui si applica la classificazione). Perciò, il numero di classificazione si esprime con la seguente notazione:
2:51.73'N.

## Caratteristiche particolari della Classificazione Colon
Dal momento che la Classificazione Colon è di tipo analitico-sintetica, non fornisce numeri di classe già pronti (se non nel caso di soggetti semplici, come "Trigonometria", "Musica", "Biblioteconomia", "Suono", "Calore", "Ingegneria civile" ecc.), ma tavole di classificazioni che, organizzate per disciplina, elencano i fenomeni studiati dalla relativa disciplina e forniscono la regola sintattica (cioè la formula delle faccette) per sintetizzare la notazione del numero di classe che rappresenta il soggetto composto. Perciò la Classificazione Colon ricorre all'uso delle faccette e, nella notazione dei numeri di classe si avvale anche di simboli di connessione tra le faccette.
Un'altra caratteristica che rende unica la Classificazione Colon è il fatto che ha come scopo finale non l'individuazione di un numero di classe che rappresenti il soggetto della risorsa, ma di un numero di chiamata. Questo è costituito da una notazione più complessa, composta da numero di classe, numero di libro e numero di collezione, che rappresentano rispettivamente il soggetto della risorsa, una o più caratteristiche della risorsa stessa (per esempio, la lingua di una risorsa tradotta o la data di edizione di un libro) e, infine, la specifica collezione della biblioteca alla quale la risorsa appartiene (per esempio, collezione generale, fondo della sala di consultazione, sezione locale, sezione periodici, sezione microfilm, magazzino chiuso, ecc.). Questa differenza ha un impatto straordinario sull'organizzazione a scaffale delle risorse di una biblioteca, perché anche risorse che hanno lo stesso numero di classe sono sempre distinte tra loro e ricevono un ordinamento utile per il lettore (nel rispetto della quarta legge della biblioteconomia).

L'esistenza di una precisa sintassi del linguaggio di indicizzazione rappresentata dalla formula delle faccette presente all'inizio di ogni Tavola delle Classi di base e il ricorso costante a un sistema di punteggiatura specifico per indicare le diverse faccette che costituiscono un soggetto composto consentono alla Classificazione Colon di avere un'altra caratteristica estremamente interessante. All'interno di una notazione complessa è possibile distinguere i tipi di concetto coinvolti (le categorie PMEST) e anche le relazioni che sussistono tra di essi, anche senza conoscere il linguaggio specifico della Classificazione Colon. 

Se si considera per esempio una risorsa che ha per tema "La conservazione degli anfibi in Austria fino al 1995", il suo soggetto può essere rappresentato dalla seguente notazione: K93:527.5931'N95. Anche senza conoscere il significato esatto di ciascuna notazione (93, 527, 5931, N95) è facile, grazie all'uso della punteggiatura, riconoscere che nel soggetto è presente un isolato della categoria P, della categoria E, della categoria S e della categoria T. 

Un'altra caratteristica importante è che la Classificazione Colon consente di esprimere anche relazioni ma soprattutto consente di qualificare le relazioni, specificandone la natura. Si tratta di una caratteristica fondamentale nel contesto del web semantico, dove le relazioni devono sempre essere tipizzate. Il trattamento delle relazioni nella Classificazione Colon è duplice: da un lato, infatti, è possibile esprimere relazioni tra concetti secondo queste categorie: 
- Relazione generale (General phase); per esempio, la relazione reciproca che intercorre tra i concetti "SCienze politiche" e "Economia" nel soggetto "Relazione tra Scienze Politiche ed Economia";
- Relazione di orientamento (Bias phase); per esempio la relazione che intercorre tra i concetti "Statistica" e "Biologi" nel soggetto "Statistica per biologi";
- Relazione di confronto (Comparison phase); per esempio la relazione che intercorre tra i concetti "Fisica" e "Chimica" nel soggetto "Confronto tra Fisica e Chimica";
- Relazione di differenza (Difference phase); per esempio la relazione che intercorre tra i concetti "Onde fisiche" e "Onde meccaniche" nel soggetto "Differenza tra onde fisiche e onde meccaniche";
- Relazione di influenza (Influencing phase).[5][6]; per esempio, la relazione che intercorre tra i concetti "Scienze politiche" e "GEografia" nel soggetto "Influenza della politica sulla geografia".

Dall'altro, la notazione e la sequenza dei concetti rappresentati nel numero di chiamata, consentono di esprimere e organizzare le relazioni che intercorrono tra le entità Opera, Espressione, Manifestazione e Item definite nel modello logico FRBR dell'IFLA, e che vengono ordinate tra loro secondo una disposizione che Ranganathan definisce "sequenza di filiazione".